# FC Norma Tallinn
FC Norma Tallinn was een Estse voetbalclub uit de hoofdstad Tallinn.
De club werd in 1990 opgericht en werd de eerste Letse kampioen na de verbrokkeling van de Sovjet-Unie. Het volgende seizoen verlengde de club de titel en won in 1994 de beker. In 1996 degradeerde de club naar de 2de klasse en een jaar later zelfs naar de 3de klasse. Daarna werd de club opgeheven.

## Erelijst
- Landskampioen

1992, 1993
- Beker van Estland

Winnaar: 1994

## Norma in Europa
Uitslagen vanuit gezichtspunt FC Norma Tallinn
| Seizoen | Competitie       | Ronde | Land              | Club               | Totaalscore | 1e W    | 2e W     | PUC |
| ------- | ---------------- | ----- | ----------------- | ------------------ | ----------- | ------- | -------- | --- |
| 1992/93 | Champions League | Q     | Vlag van Slovenië | Olimpija Ljubljana | 0-5         | 0-3 (U) | 0-2 (T)  | 0.0 |
| 1993/94 | Champions League | Q     | Vlag van Finland  | HJK Helsinki       | 1-2         | 1-1 (U) | 0-1 (T)  | 1.0 |
| 1994/95 | Europacup II     | Q     | Vlag van Slovenië | NK Maribor         | 1-14        | 1-4 (T) | 0-10 (U) | 0.0 |

Totaal aantal punten voor UEFA coëfficiënten: 1.0

## Bekende (oud-)spelers
- Urmas Hepner
- Tarmo Rüütli